# Квінт Педуцей Присцін
Квінт Педу́цей Присці́н (лат. Quintus Peducaeus Priscinus; I століття) — політичний і державний діяч часів Римської імперії, ординарний консул 93 року.

## Біографія
Походив з роду Педуцеїв, відомого ще за часів Римської республіки. Його батьком був або префект Єгипту 70 року Луцій Педуцей Колон, або прокуратор Азії за правління імператора Клавдія Луцій Педуцей Фронтон. Його братом імовірно був консул-суффект 89 року Марк Педуцей Сеніан. 
У 93 році Квінта Педуцея було призначено на посаду ординарного консула разом з Секстом Помпеєм Коллегою. Можливо, на початку правління Траяна він перебував на посаді проконсула провінції Азія. 
З того часу про подальшу долю Квінта Педуцея Присціна згадок немає.

## Родина
Його сином був консул 110 року Марк Педуцей Присцін.